# Leftfield
Leftfield es un dúo de música electrónica procedente de Londres (Inglaterra), formado por Paul Daley y Neil Barnes en 1989. Fueron pioneros en el género de progressive house, mezclando música house, dub, y reggae. Es uno de los grupos más influyentes en la música electrónica, junto a The Chemical Brothers, Orbital y Underworld.
Su estilo downtempo está relacionado con la música trip-hop y chillout.
En un concierto en Ámsterdam en 1996 acudió la policía alertada por niveles acústicos ilegales. En otro concierto en Bélgica, 30 personas fueron indemnizadas por causas similares. En Brixton Academy tuvieron los mismos problemas y no han podido volver a actuar ahí.
El dúo se separó en 2002. En 2010 se volvieron a unir y actuaron en el Festival Internacional de Benicàssim 2010. También en Space Ibiza, en la fiesta de los jueves Come Together, el día 22 de julio.

## Discografía

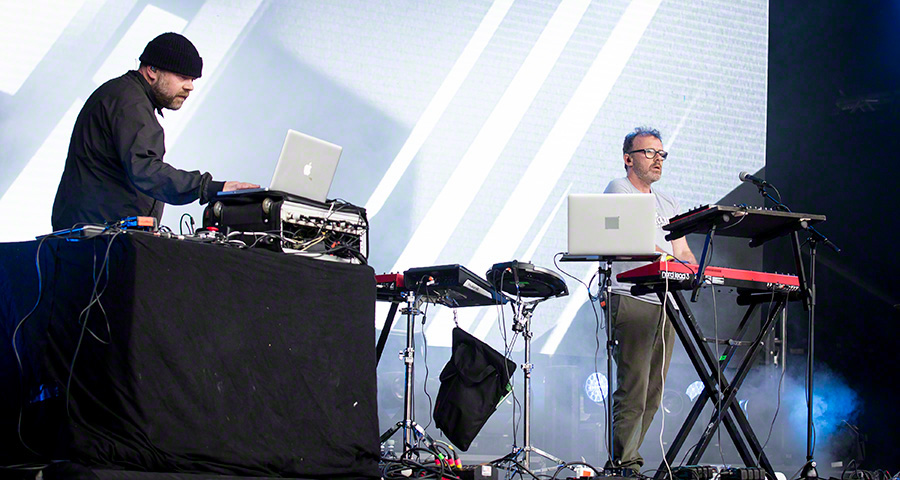
Leftfield, 2016.

### Primera época

#### Singles
- Not Forgotten (1991)
- More Than I Know (1991)
- Release The Pressure (1992)
- Song Of Life (1992)

### Leftism
Su primer éxito fue Open Up, en colaboración con John Lydon, precediendo el lanzamiento de su primer disco, Leftism (1995), que sintetizaba techno, breakbeat y dub. Fue nominado a un Mercury Music Prize, aunque se lo llevó el grupo de trip-hop Portishead, con Dummy. En 1998, la revista Q magazine votó a este disco como el octogésimo mejor disco de todos los tiempos, y en 2000, el trigésimo cuarto mejor disco británico.

#### Singles
- Open Up (1993)
- Original (1995)
- Afro-Left (1995)
- Release The Pressure (1996)

### Rhythm and Stealth
Su segundo disco, Rhythm and Stealth (1999), mantuvo un estilo parecido pero más techno. En el disco participaron los artistas Roots Manuva, Afrika Bambaataa y Cheshire Cat. Alcanzó el número 1 en ventas en el Reino Unido y volvió a ser nominado a un Mercury Music Prize, llevándoselo esta vez Badly Drawn Boy.

#### Singles
- Afrika Shox (1999)
- Dusted (1999)
- Swords (2000)

### Alternative Light Source
Es su tercer álbum lanzado en 2015.